# Ugrabitev Sabink, Cortona

Ugrabitev Sabink je slika (olje na platnu) baročnega slikarja Pietra da Cortone, naslikana med letoma 1627 in 1629.
Sliko je v 1620-ih naročila družina Sacchetti, v času, ko je Pietro da Cortona v rimskih krogih že pridobil veljavo. Družina je postala njegov prvi pokrovitelj in ga uvedla v svet plemiških naročil. V prvih dveh desetletjih je Caravaggiov naturalistični slog tekmoval z akademskim klasicističnim slogom Carraccija. Vsaka šola je imela svoje sledilce in bilo je nekaj poskusov, da bi jih združili. Prihod na prizorišče Pietra da Cortone in Berninija kot najljubšega kiparja in arhitekta papeža Urbana VIII. Barberinija, je bil dovolj za preoblikovanje umetnosti v Rimu in ustvarjanje pravega baročnega sloga.
Slika Ugrabitev Sabink Pietra da Cortona izstopa po svoji odprti teatralnosti, živahnih potezah, bogastvu barv in čopiča, pa tudi po razpršeni svetlobi. Sabinke, ki jih dvigajo v zrak, namerno izhajajo iz Berninijevih del, kot sta Apolon in Dafne, kot da bi podkrepile vez med obema umetnikoma. Pri obravnavanju tega prizora iz rimske legende je malo resničnega nasilja, zgolj čudovit gledališki prikaz napol oblečenih teles.